# العلاقات السورينامية اللوكسمبورغية
العلاقات السورينامية اللوكسمبورغية هي العلاقات الثنائية التي تجمع بين سورينام ولوكسمبورغ.

## مقارنة بين البلدين
هذه مقارنة عامة ومرجعية للدولتين:
| وجه المقارنة                                              | سورينام                        | لوكسمبورغ                                                     |
| --------------------------------------------------------- | ------------------------------ | ------------------------------------------------------------- |
| المساحة (كم2)                                             | 163.27 ألف                     | 2.59 ألف                                                      |
| عدد السكان (نسمة)                                         | 563.40 ألف                     | 599.45 ألف                                                    |
| الكثافة السكانية (ن./كم²)                                 | 3.45                           | 231.45                                                        |
| العاصمة                                                   | باراماريبو                     | لوكسمبورغ                                                     |
| اللغة الرسمية                                             | اللغة الهولندية                | اللغة اللوكسمبورغية، لغة فرنسية، اللغة الألمانية              |
| العملة                                                    | دولار سورينامي، غيلدر سورينامي | يورو، فرنك لوكسمبورغ                                          |
| الناتج المحلي الإجمالي (بليون دولار)                      | 3.32 مليار                     | 62.40 مليار                                                   |
| الناتج المحلي الإجمالي (تعادل القوة الشرائية) بليون دولار | 9.07 مليار                     | 58.13 مليار                                                   |
| الناتج المحلي الإجمالي الاسمي للفرد دولار أمريكي          | 9.48 ألف                       | 101.45 ألف                                                    |
| الناتج المحلي الإجمالي للفرد دولار أمريكي                 | 16.64 ألف                      | 101.93 ألف                                                    |
| مؤشر التنمية البشرية                                      | 0.714                          | 0.892                                                         |
| رمز المكالمات الدولي                                      | +597                           | +352                                                          |
| رمز الإنترنت                                              | .sr                            | .lu                                                           |
| المنطقة الزمنية                                           | 00                             | توقيت وسط أوروبا، ت ع م+01:00، ت ع م+02:00، أوروبا/لوكسمبورج ‏ |

## منظمات دولية مشتركة
يشترك البلدان في عضوية مجموعة من المنظمات الدولية، منها:
| علم المنظمة | اسم المنظمة                        | تاريخ انضمام سورينام | تاريخ انضمام لوكسمبورغ |
| ----------- | ---------------------------------- | -------------------- | ---------------------- |
|             | يونسكو                             | 16 يوليو 1976        | 27 أكتوبر 1947         |
|             | وكالة ضمان الاستثمار متعدد الأطراف | 2 يوليو 2003         | 29 أغسطس 1991          |
|             | الأمم المتحدة                      | 4 ديسمبر 1975        | 24 أكتوبر 1945         |
|             | الاتحاد البريدي العالمي            | ?                    | ?                      |
|             | البنك الدولي للإنشاء والتعمير      | 27 يونيو 1978        | 27 ديسمبر 1945         |
|             | الاتحاد الدولي للاتصالات           | 15 يوليو 1976        | 2 مارس 1866            |
|             | منظمة حظر الأسلحة الكيميائية       | ?                    | ?                      |
|             | مؤسسة التمويل الدولية              | 1 سبتمبر 2011        | 4 أكتوبر 1956          |
|             | منظمة التجارة العالمية             | ?                    | ?                      |
|             | منظمة الشرطة الجنائية الدولية      | ?                    | ?                      |

## وصلات خارجية
- موقع وزارة الخارجية السورينامية
- موقع وزارة الخارجية اللوكسمبورغية